# آدم ميلر (لاعب كرة قاعدة)
آدم ميلر (بالإنجليزية: Adam Miller)‏ هو لاعب كرة قاعدة أمريكي، ولد في 26 نوفمبر 1984 في بلينو في الولايات المتحدة.

## وصلات خارجية
- آدم ميلر على موقعبيزبول رفرنس.كوم (الدوري الثانوي) (الإنجليزية)